# Apanteles victoriae
Apanteles victoriae är en stekelart som beskrevs av Muesebeck 1921. Apanteles victoriae ingår i släktet Apanteles och familjen bracksteklar. Inga underarter finns listade i Catalogue of Life.